# René Franquès
René Franquès, né le 13 novembre 1910 à Agde et mort le 9 août 1956 à Florensac, est un footballeur professionnel français.

## Carrière
Formé au Football Club de Sète, il est l'un des joueurs qui a marqué l'histoire du club, notamment en gagnant le championnat de France 1939.
Il met un terme à sa carrière en 1949, après 14 ans passés dans son club formateur et une saison passée à l'AS Béziers en fin de carrière.
Il est également appelé à onze reprises en équipe de France entre 1934 et 1938.

## Palmarès
- Champion de France en 1934 et en 1939 avec le FC Sète
- Vainqueur de la Coupe de France en 1934 avec le FC Sète